# Thiago Calone
Thiago Ezequiel Calone (Almirante Brown, Buenos Aires, Argentina; 10 de agosto de 2001) es un futbolista argentino. Puede jugar como volante ofensivo o delantero extremo y su equipo actual es el Club Atlético All Boys de la Primera Nacional de Argentina.

## Trayectoria

### Infantiles e inferiores
Estuvo en Banfield hasta los 12 años de edad. Lo dejaron libre antes de pasar a Novena División de inferiores. Luego jugó desde Novena División hasta Séptima División en el Club El Porvenir.

### Claypole
Debutó como futbolista profesional el 14 de septiembre del 2019 frente a Argentino de Rosario por la fecha 2 del Torneo de Primera D 2019-20. En la temporada siguiente fue un jugador clave en ascenso del Tambero a la Primera C.

### All Boys
En el 2023 pasó a All Boys donde en un principio jugó en el plantel de reserva y por sus buenas actuaciones pudo subir al plantel principal y jugar por primera vez en el torneo de Primera B Nacional.

## Estadísticas
Actualizado al 1 de diciembre de 2024
| Claypole Argentina                      | 5.ª                 | 2019-20             | 8   | 0 | - | - | - | - | 8   | 0 |
| Claypole Argentina                      | 5.ª                 | 2020                | 8   | 1 | 1 | 0 | - | - | 9   | 1 |
| Claypole Argentina                      | 4.ª                 | 2021                | 33  | 4 | - | - | - | - | 33  | 4 |
| Claypole Argentina                      | 4.ª                 | 2022                | 25  | 1 | - | - | - | - | 25  | 1 |
| Claypole Argentina                      | Total               | Total               | 58  | 6 | 1 | 0 | - | - | 59  | 6 |
| All Boys Argentina                      | 2.ª                 | 2023                | 13  | 1 | 1 | 0 | - | - | 14  | 1 |
| All Boys Argentina                      | 2.ª                 | 2024                | 34  | 2 | - | - | - | - | 34  | 2 |
| All Boys Argentina                      | 2.ª                 | 2025                | 0   | 0 | - | - | - | - | 0   | 0 |
| All Boys Argentina                      | Total               | Total               | 47  | 3 | 1 | 0 | - | - | 48  | 3 |
| Total en su carrera                     | Total en su carrera | Total en su carrera | 105 | 9 | 2 | 0 | - | - | 107 | 9 |
| (1) Incluye datos de la Copa Argentina. |                     |                     |     |   |   |   |   |   |     |   |

## Palmarés

### Campeonatos nacionales
| Título    | Club     | País      | Año  |
| --------- | -------- | --------- | ---- |
| Primera D | Claypole | Argentina | 2020 |